# Olartico

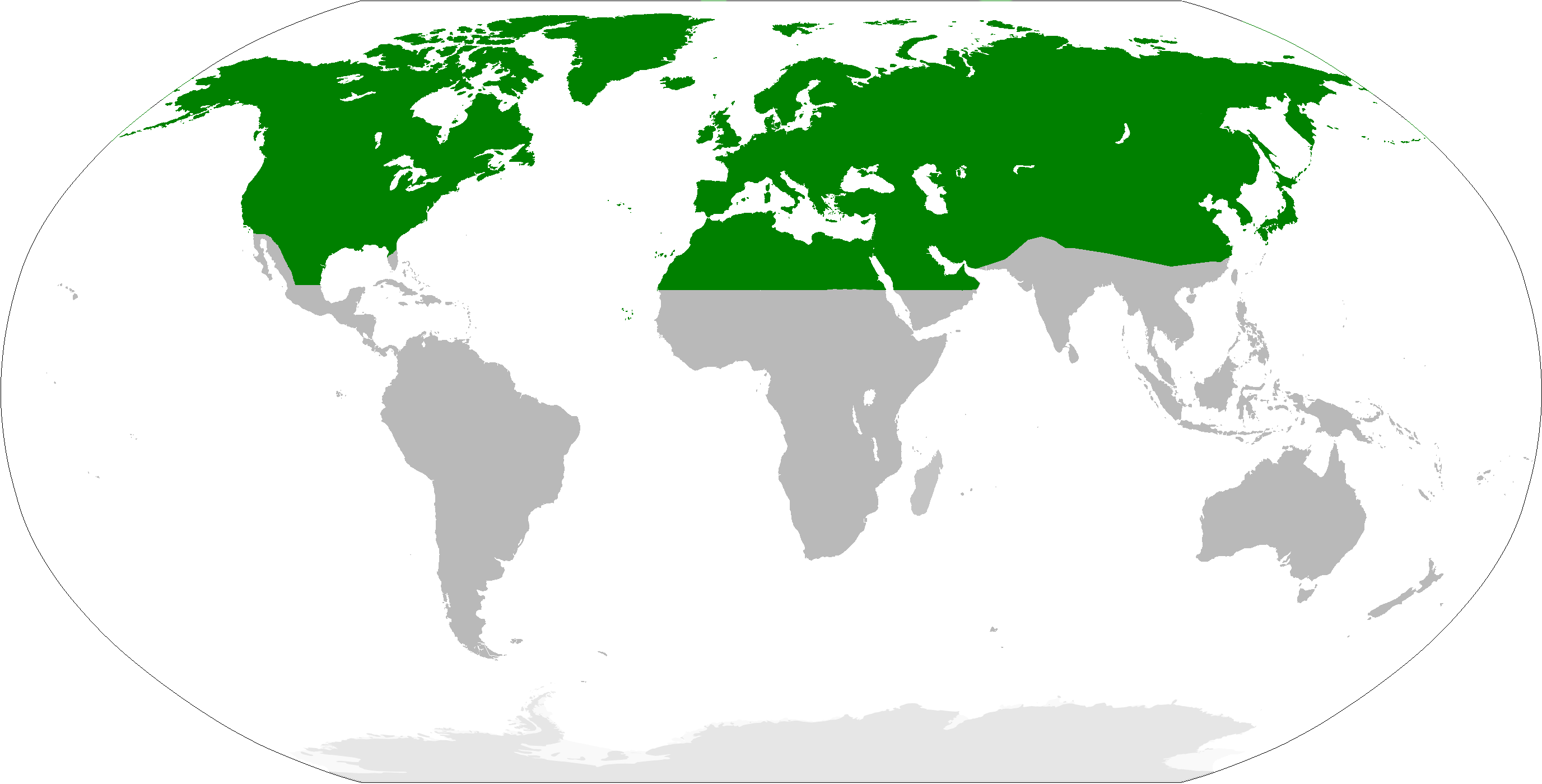
La regione olartica

L'Olartico, o ecozona olartica o regno olartico, è una regione biogeografica che comprende la maggior parte dell'emisfero boreale, con esclusione delle regioni tropicali.
Comprende l'ecozona paleartica, o Paleartico, costituita dall'Africa settentrionale, dall'intera Europa e dalla parte settentrionale dell'Asia (escludendo il sub-continente Indiano e il sud-est asiatico) e l'ecozona neartica, o Neartico, costituita dal Nord America e dalla parte centrosettentrionale del Messico.
Sia il Paleartico che il Neartico sono a loro volta ulteriormente suddivisi in ecoregioni più piccole. Molti degli ecosistemi, inclusi gli animali e le piante che dipendono da loro, sono rappresentati in queste ecozone estese al di là dei limiti continentali. La continuità degli ecosistemi è collegata dalla comune storia glaciale di queste ecozone.

## Etimologia
Il termine Olartico deriva dal greco ὅλος (holos, tutto o intero) e ἄρκτος (arktos, orso), intendendo tutto l'emisfero Nord da cui si vedono le costellazioni dell'Orsa Maggiore e dell'Orsa Minore. Nel termine Paleartico il prefisso pale-, derivato da paleo-, viene dal greco  παλαιός (palaiòs o paleòs, antico). Nel termine Neartico il prefisso ne-, derivato da neo-, viene dal greco νέος (neos, nuovo).

## Confini meridionali
Confina a sud con l'ecozona neotropicale, con l'ecozona afrotropicale e con l'ecozona orientale, ma i confini meridionali non sono ben definiti:
- in America, le regioni di transizione sono rappresentate dalla Florida e dal Messico;
- in Africa e nel Medio Oriente, la regione di transizione è rappresentata dai deserti tropicali del Sahara e dell'Arabia, che costituiscono la barriera naturale fondamentale che separa le regioni africane e asiatiche del paleartico occidentale dalla regione afrotropicale;
- in Asia, la barriera fondamentale fra il Paleartico orientale e l'Indomalesia è rappresentata dalle catene montuose che si estendono dal Karakorum all'Himalaya, ma vi è una naturale continuità in corrispondenza del Pakistan e della Cina centromeridionale.

## Ecosistemi principali
Vi sono rappresentati tutti i biomi temperati, dalla tundra al bioma mediterraneo e al deserto temperato.
Nonostante la spiccata specificità biologica che distingue il continente americano da quello eurasiatico, sussiste una stretta relazione tra la fauna e la flora del Neartico e del Paleartico, dovuta alla continuità territoriale che si è verificata nel corso delle glaciazioni. Le due ecozone hanno perciò in comune un elevato numero di taxa sia a livello di famiglia sia a livello di genere e, talvolta, anche a livello di specie. A questa connessione naturale si aggiunge quella artificiale dovuta agli intensi scambi commerciali che hanno coinvolto per secoli il Nuovo Continente con l'Europa.
Connessioni particolari si hanno, invece, fra la biodiversità del Neartico e del Neotropico, fra il Paleartico occidentale e la regione afrotropicale, fra il Paleartico orientale e l'Indomalesia. In questi casi le relazioni sono dovute alla continuità territoriale, ma sono fondamentalmente dovuti a flussi di radiazione occorsi nelle fasi interglaciali, che hanno coinvolto le regioni temperate calde e quelle tropicali.

## Specie a distribuzione olartica
Alcune specie animali sono diffuse attraverso i vari continenti per gran parte dell'ecozona olartica.
- L'orso bruno (Ursus arctos)
- Il lupo grigio (Canis lupus)
- La volpe rossa (Vulpes vulpes)
- Il ghiottone (Gulo gulo)
- L'alce (Alces alces)
- La renna (Rangifer tarandus)
- Il corvo imperiale (Corvus corax)